# Huajrahuire
Huajrahuire (en quechua: Waqrawiri, del quechua waqra 'cuerno' y wiri 'lazo') o Waxra Wiri (aquí en ortografía aimara, del aimara waxra 'cuerno' y wiri '(una parte de) un arado de pie') es una montaña en la cordillera Huanzo en los Andes del Perú, a unos 5.425 metros de altura. Se ubica en la Región Arequipa, Provincia Castilla, Distrito Orcopampa. Huajrahuire se encuentra al noroeste del lago Machucocha y al sur del río Millomayo (quechua para río de sulfato de aluminio, Millomayu).